# Arlette Laguiller
Arlette Laguiller (París, 1940) és una política d'ideologia trotskista, pertanyent al partit Lluita Obrera (LO) des de la seva creació, l'any 1968. Va ser la primera dona a França a presentar-se com a candidata a la Presidència de l'Estat, com a cap de llista de Lluita Obrera, l'any 1974. Des d'aleshores s'ha presentat, sempre amb Lluita Obrera, a totes les eleccions presidencials franceses (1981, 1988, 1995, 2002 i 2007). Ha estat diputada al parlament europeu de 1999 a 2004 i diputada del consell regional de l'Illa de França al mateix temps (1998 a 2004). Va estar al govern municipal del municipi on viu, Les Lilas, a l'àrea metropolitana de París, de 1995 a 2001.

## Obra escrita
- 1974: Moi, une militante. (Jo, una militant)
- 1974: Une Travailleuse révolutionnaire dans la campagne présidentielle. (Una Treballadora revolucionària a la campanya presidencial)
- 1998: Il faut changer le monde. (Cal canviar el món)
- 1996: C'est toute ma vie. (És tota la meva vida)
- 1999: Paroles de prolétaires. (Paraules de proletaris)
- 2002: Mon communisme. (El meu comunisme)